# Elektrokemi

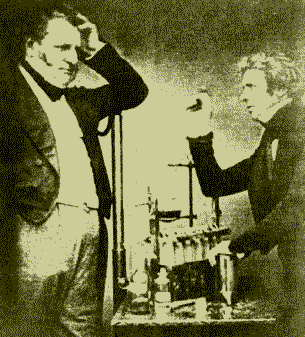
De engelska kemisterna John Daniell och Michael Faraday; båda räknas som elektrokemins grundare idag.

Elektrokemi är den del av den fysikaliska kemin som beskriver samspelet mellan elektricitet och kemiska föreningar.
Elektrokemin studerar hur kemiska reaktioner kan ge upphov till elektrisk spänning och omvänt hur elektrisk spänning kan ge upphov till en kemisk reaktion i en elektrokemisk cell. Omvandlingen av energi från kemisk form till elektrisk form och motsatt är det centrala i tillämpad elektrokemi.
Det finns två typer av elektrokemiska celler, dessa är galvanisk cell och elektrolytisk cell. En galvanisk cell är en cell som genererar elektrisk spänning när cellen undergår en kemisk reaktion. En elektrolytisk cell är en cell som undergår kemisk reaktion när elektrisk spänning tillförs. Elektrolys och korrosion är exempel på viktiga processer som elektrokemin behandlar.
Grundprincipen i elektrokemi bygger på spänningsförhållandet mellan två ämnen och deras förmåga att reagera med varandra. Ju längre metallerna i ett galvaniskt element är ifrån varandra i elektrokemiska spänningsserien, desto starkare elektricitet går att utvinna.
Elektrokemins teorier och elektrokemiska metoder har praktisk tillämpning inom teknik och industri på många sätt. Upptäckten och förståelse för elektrokemiska reaktioner har bland annat bidragit till utvecklade av bränsleceller och batterier och förståelsen för metallers förhållande till varandra vid elektrolys och korrosion.